# Bérou-la-Mulotière
Bérou-la-Mulotière ist eine französische Gemeinde mit 345 Einwohnern (Stand: 1. Januar 2022) im Département Eure-et-Loir in der Region Centre-Val de Loire; sie gehört zum Arrondissement Dreux und zum Kanton Saint-Lubin-des-Joncherets. 

## Geographie
Bérou-la-Mulotière liegt etwa 45 Kilometer nordwestlich von Chartres. Umgeben wird Bérou-la-Mulotière von den Nachbargemeinden Tillières-sur-Avre im Westen und Norden, Breux-sur-Avre im Norden, Dampierre-sur-Avre im Nordosten und Osten, Prudemanche im Südosten, Revercourt im Süden, Fessanvilliers-Mattanvilliers im Süden und Südwesten sowie Montigny-sur-Avre im Südwesten.

## Bevölkerungsentwicklung
| Jahr                       | 1962 | 1968 | 1975 | 1982 | 1990 | 1999 | 2006 | 2013 | 2020 |
| Einwohner                  | 264  | 222  | 193  | 255  | 312  | 298  | 320  | 329  | 337  |
| Quellen: Cassini und INSEE |      |      |      |      |      |      |      |      |      |

## Sehenswürdigkeiten
- Kirche Saint-Sulpice, Monument historique seit 2013

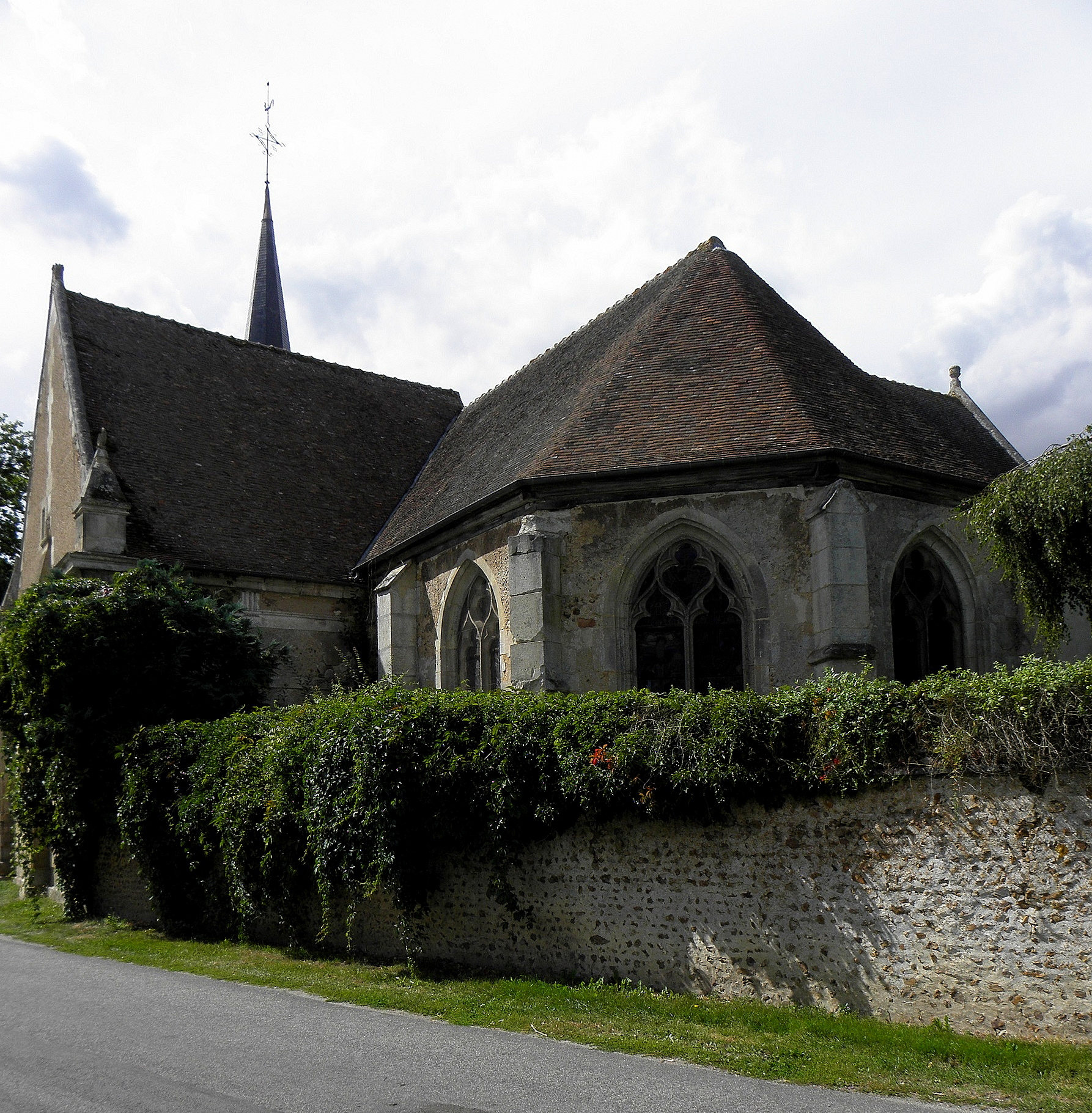
Kirche Saint-Sulpice